# Teresa Helena Higginson
Teresa Helena Higginson (Holywell, 1844. május 27. – Chudleigh, 1905. február 15.), angol tanítónő, „stigmata”.

## Élete
Teresa Helena Higginson Holywellben született, az Egyesült Királyságbeli Flintshire-ben, 1844-ben a szülei  elzarándokoltak Szent Winifred-ereklyéhez. Az édesapja Robert Francis Higginson (Preston, Lancashire)  katolikus volt, a felesége pedig megtért katolikus, Mary Bowness, Cumbriából. Higginson egy szerzetesi iskolába járt Nottinghamben, és Bootle-ben volt iskolai tanító.
1844. május 27-én, a keresztségben a Teresa és a Helena (Teréz és Ilona) neveket kapta Ávilai Szent Teréz és Szent Ilona után.
1854-1865 között az akkor Nottinghamben található Irgalmasság Nővérei kolostorban élt.
Élete során Teresa Helena Higginson kezein s lábain megjelentek a stigmák, de a halálos ágyán valamennyi eltűnt, imádság közben napokig transzba esett és valósággal átélte a keresztút állomásait.
Higginson Chudleighben halt meg, és mint Isten szolgája lett deklarálva. Nevéhez fűződik a Jézus Szentséges Feje iránti tisztelet hirdetése, mely kiegészíti, teljessé teszi a Jézus Szent Szíve iránti tiszteletet.

## Munkássága
Élethivatása az oktatás, a tanítás volt. Számos tanári, tanítói állást töltött be élete során, több különböző iskolában.

## Utóélete
Higginsont, mint lehetséges jelöltet, 1928-ban felterjesztették szentté avatásra. Levelezését a Szent Ágoston-apátságban archiváltak. Ramsgate-ben 1937-ben elnyerte az „Isten szolgája” fokozatot.

## Fordítás
- Ez a szócikk részben vagy egészben  a   Teresa Helena Higginson című angol Wikipédia-szócikk ezen változatának fordításán alapul.  Az eredeti cikk szerkesztőit annak laptörténete sorolja fel. Ez a jelzés csupán a megfogalmazás eredetét és a szerzői jogokat jelzi, nem szolgál a cikkben szereplő információk forrásmegjelöléseként.